# Gare de Lamarche
Gare de Lamarche vasútállomás Franciaországban, Lamarche településen.

## Vasútvonalak
Az állomást az alábbi vasútvonalak érintik:
- Merrey–Hymont - Mattaincourt-vasútvonal

## Kapcsolódó állomások
A vasútállomáshoz az alábbi állomások vannak a legközelebb:
- Gare de Martigny-les-Bains
- Gare de Rozières-sur-Mouzon